# Gerson Mayén
Gerson Levi Mayén Villavicencio (ur. 9 lutego 1989 w Los Angeles) – salwadorski piłkarz z obywatelstwem amerykańskim grający na pozycji środkowego lub ofensywnego pomocnika w klubie CD Águila.